# Большая Тесь
Больша́я Тесь — упразднённое село в Новосёловском районе Красноярского края. Исключено из учётных данных в 1972 году.

## География
Назван по реке Большая Тесь (сейчас на картах — Тесь), впадавшей в Енисей возле селения. На картах XIX— начало XX веков имело название Тесинская.

## История
Находилось селение в составе Новоселовской волости Минусинского уезда Енисейской губернии.
Затоплено при наполнении Красноярского водохранилища в 1972 году.

## Известные уроженцы
В селе родился генеральный секретарь ЦК КПСС К. У. Черненко. Его предок Алексей Черненко в Большую Тесь попал в 1830 году как ссыльный крепостной.
В соседней деревне Медведково побывал Ленин, отбывавший ссылку недалеко от этих мест.

## Культура
Автор трехтомного исследования «Русский фольклор Восточной Сибири» Лазарь Ефимович Элиасов в заключительной части (1973, С.28) приводил факт, что в деревне Большая Тесь было записано 28 народных песен.